# ناتلیا سازانوویچ
ناتلیا سازانوویچ (بلاروسی: Наталля Сазановіч؛ زادهٔ ۱۵ اوت ۱۹۷۳) ورزشکار دو و میدانی، و دو و میدانی اهل بلاروس است.